# Нестеренко Микола Миколайович
Нестеренко Микола Миколайович (нар. 8 лютого 1971, с. Сім’янівка, Конотопський р-н, Сумська обл., Україна) — учасник російсько-української війни, сержант, командир 3 стрілецького відділення, 2 стрілецького взводу, 1 стрілецької роти, 2 стрілецького батальйону військової частини А0989 (56-та окрема мотопіхотна Маріупольська бригада).

## Життєпис
Народився 8 лютого 1971року в с. Сім’янівка Конотопський р-н., Сумська області в родині робітників, проживав з мамою і татом.
В 1986 році закінчив  Сім’янівську ЗОШ та вступив до Конотопського будівельного технікуму транспортного будівництва ім. П.І. Новикова  Мінтрансбуду (Класичний фаховий коледж Сум ДУ), після закінчення якого в 1990 році отримав спеціальність “Будівництво та експлуатація автомобільних шляхів”.
Був призваний на строкову службу, яку проходив з 1990 по 1992 роки, далі 10 років життя віддав службі в органах внутрішніх справ УМВС України (1992-2002). З 2003 по 2016 роки  працював в АТ “Укрпошта”. З 2016 по 2022 роки працював в ТОВ “Юнібілд”. 
Після початку повномасштабного вторгнення рф в Україну у березні 2022 року пішов добровольцем до Конотопського РТЦК та СП та вступив до лав 151-го окремого батальйону територіальної оборони (117-та окрема бригада територіальної оборони). 
З лютого 2023 року брав участь в обороні м.Бахмута, Донецька обл. В травні 2023 року  проходив службу в 56 окремій мотопіхотній Маріупольській бригаді на посаді командира відділення.
За відгуками побратимів Микола був щирим, доброзичливим і надійним товаришем, умілим та турботливим командиром, вправним і мужнім воїном. Разом із побратимами виконував всі бойові завдання.

## Військові звання
Сержант

## Особисте життя
Дружина Людмила (в шлюбі з 1995 року), родина має сина та доньку.

## Загибель
Загинув Нестеренко Микола Миколайович в районі н.п. Григорівка на Донеччині 10 вересня 2023 року, до останнього вірний присязі, виявивши стійкість і мужність у бою за Батьківщину.
Похований на Алеї Слави на кладовищі в м. Конотоп, Сумської області.

## Вшанування пам'яті
- Почесний громадянин Конотопа.